# 파라닉티메네속
파라닉티메네속(Paranyctimene)은 큰박쥐과에 속하는 박쥐 속의 하나이다. 인도네시아에 분포한다. 2종으로 이루어져 있다.

## 하위 종
- 작은관코과일박쥐 (Paranyctimene raptor)
- 스테드패스트관코과일박쥐 (Paranyctimene tenax)